# Cis familiaris
Cis familiaris là một loài bọ cánh cứng trong họ Ciidae. Loài này được Gistel miêu tả khoa học năm 1857.